# Ilan Volkov
Ilan Volkov (hébreu : אילן וולקוב ; Tel-Aviv, 8 septembre 1976) est un chef d'orchestre israélien.

## Biographie
Son père, Alexander Volkov, était un pianiste concertiste, d'ascendance ukrainienne et sa mère, Shulamit Volkov professeur à l'École d'Études Historiques de l'Université de Tel Aviv, est d'ascendance allemande.
Volkov étudie avec le chef d'orchestre Mendi Rodan à la Rubin Academy de Jérusalem, avant de se perfectionner à l'Académie royale de musique de Londres. À l'âge de 19 ans, il est nommé jeune chef d'orchestre de l'association du Northern Sinfonia. Plus tard, il sert comme chef d'orchestre des Young Sinfonia, l'orchestre des jeunes de la Northern Sinfonia. En 1997, il devient chef principal de l'orchestre des jeunes du London Philharmonic. En 1999, Seiji Ozawa nomme Volkov chef assistant de l'Orchestre Symphonique de Boston.
Volkov dirige d'abord le BBC Scottish Symphony Orchestra (BBC SSO) en 1998. Il est nommé chef d'orchestre de la BBC SSO en janvier 2003, le plus jeune chef d'orchestre nommé à la tête de l'orchestre de la BBC  à l'époque. Il a été nommé le Royal Philharmonic Society Jeune Musicien de l'Année en 2004, en reconnaissance de son travail avec la BBC SSO. En septembre 2007, l'orchestre a annoncé Volkov du départ de la BBC SSO chef en tant que directeur en septembre 2009. En décembre 2008, le BBC SSO annonce la nomination de Volkov comme  chef d'orchestre invité principal, commençant après la fin de son mandat en tant que chef d'orchestre. En janvier 2011, l'Orchestre Symphonique d'Islande nomme Volkov comme directeur musical et chef d'orchestre, dès la saison 2011-2012, pour 3 ans,. Volkov conclut son mandat avec l'Orchestre symphonique d'Islande en août 2014, il dirige ensuite son premier concert aux Proms.
Volkov se fait une spécialité d'enregistrement d'œuvres jamais gravées ou d'œuvres d'artistes négligés. Il a lui-même parlé de son affinité avec la musique écrite « entre 1909 et les années 1920 ». 
Volkov a réalisé plusieurs enregistrements pour le label Hyperion,,.
Volkov et sa compagne Maya Dunietz, ont une fille, Nadia, née en août 2007 en Israël. À Tel-Aviv, Volkov et le musicien de jazz Assif Tsahar, ont établi la salle de spectacle  Levontine 7.